# Referéndum de Ecuador de 1986
El referéndum de Ecuador de 1986, conocido simplemente como Referéndum 1986 o erróneamente como Consulta Popular 1986, se realizó el domingo 1 de junio de dicho año. El objetivo de este referéndum fue la aprobación o rechazo del proyecto de Leon Febres Cordero quien preguntó al pueblo si estaba de acuerdo en permitir que los ciudadanos independientes puedan ser elegidos para cargos públicos, sin la necesidad de estar afiliados a ningún partido político.
Constó de una sola pregunta: * Compatriota ¿Quiere usted que los ciudadanos independientes tengan pleno derecho a ser elegidos sin necesidad de estar afiliados a partido político alguno, confirmando así la igualdad de todos los ecuatorianos ante la ley?

## Resultados
| Opción         | Votos     | %     |
| -------------- | --------- | ----- |
| A favor        | 781.409   | 24,96 |
| En contra      | 1.779.697 | 56,85 |
| Nulo           | 211.206   | 6,74  |
| En blanco      | 358.049   | 11,43 |
| Total de votos | 3 130 361 |       |
| Registrados    | 4.255.568 |       |